# Брауэр (кафе)
Кафе «Брауэр» (англ. Café Brauer), также известное как Трапезная у Южного пруда (англ. South Pond Refectory), — здание ресторана и официально признанная достопримечательность города Чикаго (штат Иллинойс). Оно расположено в Линкольн-парке, на окраине зоопарка Линкольн-парка. Здание было построено в 1908 году по проекту архитектора Дуайта Х. Перкинса.
Здание, примечательное своей зелёной крышей, красным кирпичом, бальным залом на втором этаже и видом на лагуну. Оно было определено как «выдающийся образец архитектурного стиля прерий» и «возможно, лучшее выражение философии дизайна Перкинса». Строительство здания финансировалось семьёй Брауэр из Чикаго, занимавшейся ресторанным бизнесом. В начале XX века кафе Бауэр было одним из самых популярных ресторанов в Чикаго. Каспар Брауэр, умерший 29 апреля 1940 года в возрасте 68 лет, на протяжении продолжительного времени был его владельцем.
Оригинальный ресторан закрылся в 1940-х годах. В 1947 году бальный зал на его втором этаже был открыт для публики как крытая комната отдыха, где проводились занятия по хореографии среди детей, танцевали кадриль и вальсировали. К 1960-м годам строение фактически превратилось в склад. Часть второго этажа была отдана под театр, а на первом этаже располагалась небольшая столовая. 10 октября 1967 года вице-президент Совета парков Чикаго Дэниел Шеннон назначил комитет из девяти человек, которые должны были изучить вопрос о восстановлении здания в качестве ресторана-бального зала и пристройке к нему танцевального павильона под открытым небом. Их инициатива так и не была реализована из-за ограничений на продажу алкоголя в учреждениях парковой зоны.
В 1987 году Общество зоопарков Линкольн-парка инициировало проект реставрации кафе Брауэр стоимостью 4,2 миллиона долларов. Бальный зал на втором этаже был отремонтирован таким образом, чтобы там могли проводиться частные мероприятий. Первый же этаж был переоборудован под небольшой семейный ресторан и кафе-мороженое.
В 1986 году кафе Брауэр было внесено в Национальный реестр исторических мест США, а 5 февраля 2003 года оно получило статус достопримечательности Чикаго.
Здание кафе расположено на месте бывшей Трапезной у Южного пруда, лодочного домика и ресторана, возведённого по проекту Уильяма Ле Барона Дженни. Ресторан работал с 1882 по 1908 год. И поныне кафе Брауэр зачастую именуют Трапезной у Южного пруда, в том числе и в официальных документах.